# Frans Moor
Frans Moor (Hoek van Holland, 25 december 1940 – 's-Gravenzande, 13 januari 2008) was een Nederlands politicus. Namens de Partij van de Arbeid was hij tussen 1977 en 1991 lid van de Tweede Kamer der Staten-Generaal. Hij stond bekend als de laatste echte arbeider in de PvdA-fractie. Hij verliet de politiek en zijn partij uit onvrede met voorstellen betreffende de WAO van het derde kabinet-Lubbers.

## Levensloop
Moor volgde begin jaren vijftig een opleiding tot bankwerker en trad in 1954 als leerling in dienst van Synres BV-DSM. In 1972 ging hij de politiek in, als lid van de deelgemeenteraad van Hoek van Holland. In 1974 werd hij lid van de Rijnmondraad en in 1975 van de gemeenteraad van Rotterdam. Twee jaar later kwam hij in de Tweede Kamer, als opvolger van de overleden Cees Laban.
In de Kamer hield Moor zich bezig met het inkomensbeleid, werkgelegenheid en ambtenarenzaken. Hij wierp zich onder andere op als atoompacifist en stemde daarom tegen alle artikelen van de begrotingen van Defensie die verband hielden met kernbewapening. In 1986 bracht hij samen met zijn fractiegenoot Willem Vermeend een initiatiefwet tot stand die de werkgelegenheid voor langdurig werklozen moest bevorderen (Wet Vermeend/Moor). Tijdens de regeerperiode van het kabinet Lubbers III ontstond steeds meer verwijdering tussen Moor en de meerderheid van zijn fractie. In januari 1991 werden hem korte tijd alle woordvoerderschappen ontnomen, nadat hij een afwijkend standpunt in de Kamer had vertolkt over het wetsvoorstel inzake het Jeugdwerkgarantieplan. Later dat jaar stapte hij op nadat het congres van de PvdA instemde met maatregelen inzake WAO, Ziektewet en de koppeling van uitkeringen aan de lonen.
Moor werd later lid van de Socialistische Partij, maar keerde voor deze partij niet terug in de actieve politiek. Hij overleed in 2008 in een verpleeghuis in 's-Gravenzande aan longkanker.
- Biografisch Portaal: 62743641
- Parlement.com: vg09lli99lzu